# Nicolas Haas
Nicolas Haas (Sursee, 23 de enero de 1996) es un futbolista suizo. Juega de centrocampista en el Empoli F. C. de la Serie B.

## Trayectoria
Haas comenzó su carrera deportiva en el FC Lucerna de la Superliga de Suiza, en la que debutó el 7 de febrero de 2015 frente al BSC Young Boys.
En 2017 fichó por el Atalanta B. C., con el que debutaría en la Serie A. En 2018 se marchó cedido al U. S. Palermo, en 2019 al Frosinone Calcio y en 2020 al Empoli F. C., todos ellos de la Serie B.
Con el Empoli ascendió a la Serie A, siendo fichado en propiedad.

## Selección nacional
Haas fue internacional sub-15, sub-16, sub-17, sub-20 y sub-21 con la selección de fútbol de Suiza.

## Clubes
| Club                      | País   | Año       |
| ------------------------- | ------ | --------- |
| F. C. Lucerna             | Suiza  | 2015-2017 |
| Atalanta B. C.            | Italia | 2017-2021 |
| U. S. Palermo (cedido)    | Italia | 2018-2019 |
| Frosinone Calcio (cedido) | Italia | 2019-2020 |
| Empoli F. C. (cedido)     | Italia | 2020-2021 |
| Empoli F. C.              | Italia | 2021-act. |
| F. C. Lucerna (cedido)    | Suiza  | 2023-2024 |